# 嘎达布其镇
嘎达布其镇（汉语拼音字母：Hadabuqi Balgas），是中华人民共和国内蒙古自治区锡林郭勒盟东乌珠穆沁旗下辖的一个乡镇级行政单位，与蒙古国苏赫巴托尔省额尔德尼查干县毕其格图接壤，也是珠珠铁路终点站珠恩嘎达布其站的所在地。

## 行政区划
嘎达布其镇下辖以下地区：
嘎达布其社区、汗乌拉嘎查、巴彦吉拉嘎嘎查、善达嘎查、夏日哈达嘎查和巴彦都兰嘎查。